# Anthomyia singularis
Anthomyia singularis är en tvåvingeart som först beskrevs av Stein 1913.  Anthomyia singularis ingår i släktet Anthomyia och familjen blomsterflugor. Inga underarter finns listade i Catalogue of Life.